# Kościół św. Andrzeja Apostoła w Złoczewie
Kościół świętego Andrzeja Apostoła – rzymskokatolicki kościół parafialny należący do dekanatu Złoczew diecezji kaliskiej.

## Historia i architektura
Jest to świątynia zbudowana w latach 1611-1614 na miejscu drewnianego kościoła. Została ufundowana przez Andrzeja Ruszkowskiego. Budowla została konsekrowana dopiero w 1722 roku. W drugiej połowie XIX wieku kościół przeszedł generalny remont. Świątynia została wzniesiona w stylu późnorenesansowym, jest orientowana i murowana. Nawa została wybudowana na planie prostokąta ze ściętymi zachodnimi narożnikami. Prezbiterium jest nieco węższe, zamknięte jest na zewnątrz półkoliście, a wewnątrz wielobocznie. Od strony północnej przy nawie jest umieszczona wieża, w dolnej części czworoboczna, a w górnej ośmioboczna. Nawa nakryta jest sufitem z fasetą. Okna są umieszczone w dwóch kondygnacjach: W dolnej są wąskie, zamknięte półkoliście, a w górnej okrągłe. Ołtarze reprezentują styl rokokowy. Należą do nich: główny ozdobiony rzeźbami apostołów Piotra i Pawła na bramkach i obrazami św. Andrzeja i Serca Pana Jezusa oraz boczne ozdobione obrazami Ukrzyżowania, św. Mikołaja, Matki Bożej Szkaplerznej i św. Izydora. Bardzo cenna jest również umieszczona w prezbiterium grupa Ukrzyżowania z XVIII wieku. W kruchcie są wmurowane tablice epitafijne, dedykowane zasłużonym proboszczom złoczewskiej parafii: ks. Szymańskiemu i ks. Kiełkiewiczowi.

## Tablice pamiątkowe
W kościele wiszą tablice pamiątkowe ku czci:
- księdza Marcelego Szymańskiego (1840-1900), przez 26 lat proboszcza złoczewskiego,
- księdza Włodzimierza Kiełkiewicza (1880-1939), przez 27 lat proboszcza złoczewskiego, zamordowanego przez Niemców,
- księdza kanonika Henryka Kornackiego (1908-1956), kapelana Wojska Polskiego, więźnia niemieckich obozów koncentracyjnych, odznaczonego Krzyżem Polonia Restituta i Krzyżem Walecznych, zmarłego w Londynie,
- 25-lecia erygowania Diecezji Kaliskiej z 2017,
- stulecia odzyskania przez Polskę niepodległości z 2018[3].

## Organy
W kościele znajdują się organy zbudowane w 1880 r. przez Johanna Spiegla. Wewnątrz szafy organowej zachowała się inskrypcja: [19]57 r. P., związana zapewne z pracami remontowymi prowadzonymi w tym właśnie roku. Prospekt organowy architektoniczny, neoklasycystyczno-rokokowy, jednosekcyjny, pięciopolowy.
Dyspozycja instrumentu:
| Manuał                   | Pedał                   |
| ------------------------ | ----------------------- |
| 1. Principal 8 stop      | 1. Subbaĺs 16 stop      |
| 2. Flet otw. 8 stop      | 2. Principalbaĺs 8 stop |
| 3. Salicet 8 stop        |                         |
| 4. [Flet kryty 8 stop] * |                         |
| 5. [Flet 4 stop] *       |                         |
| 6. [Oktawa 4 stop] *     |                         |
| 7. Ostrygłos 2 stop **   |                         |
| 8. Quinta 2 2/3 stopy    |                         |

## Galeria

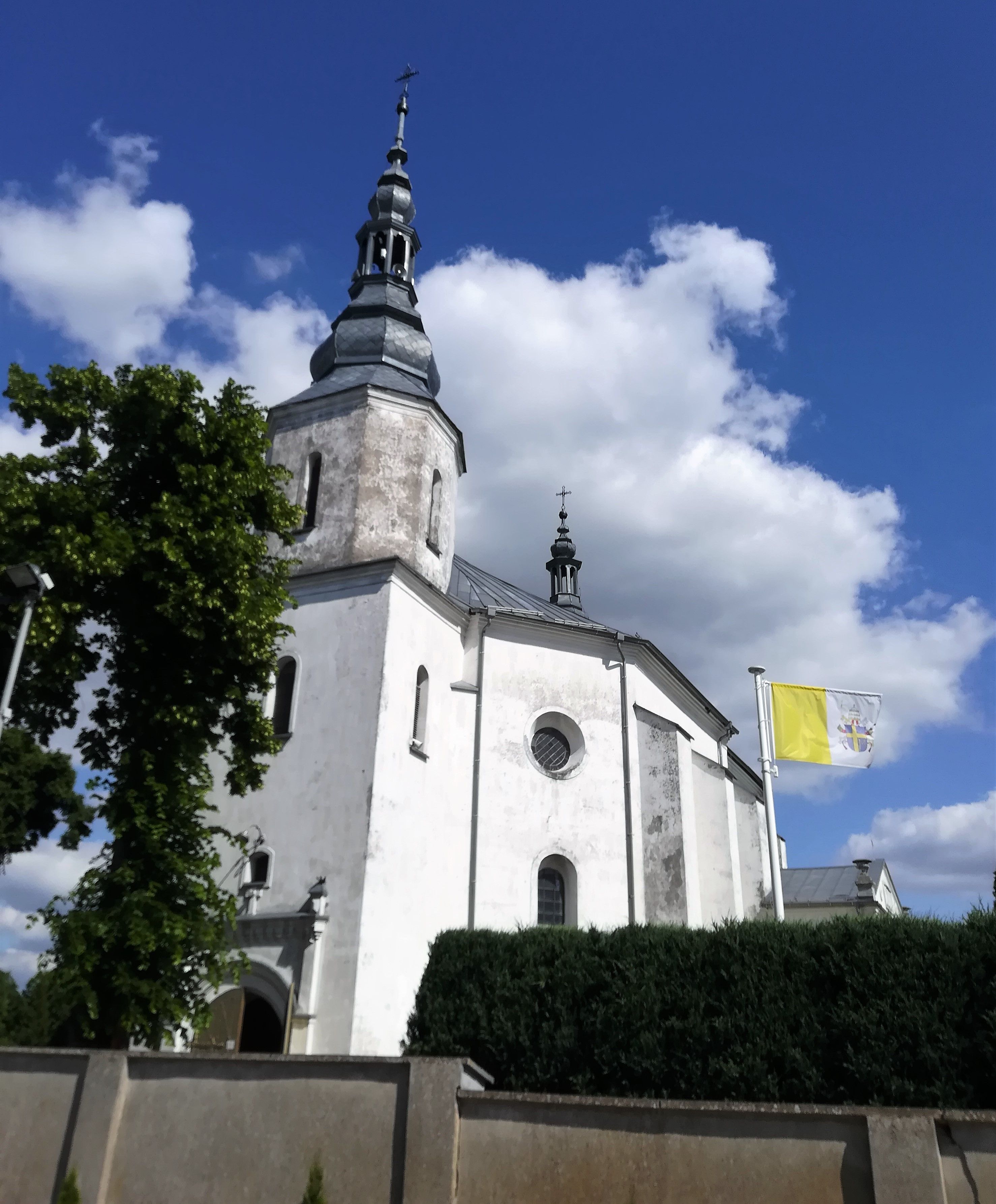
Widok od strony wieży
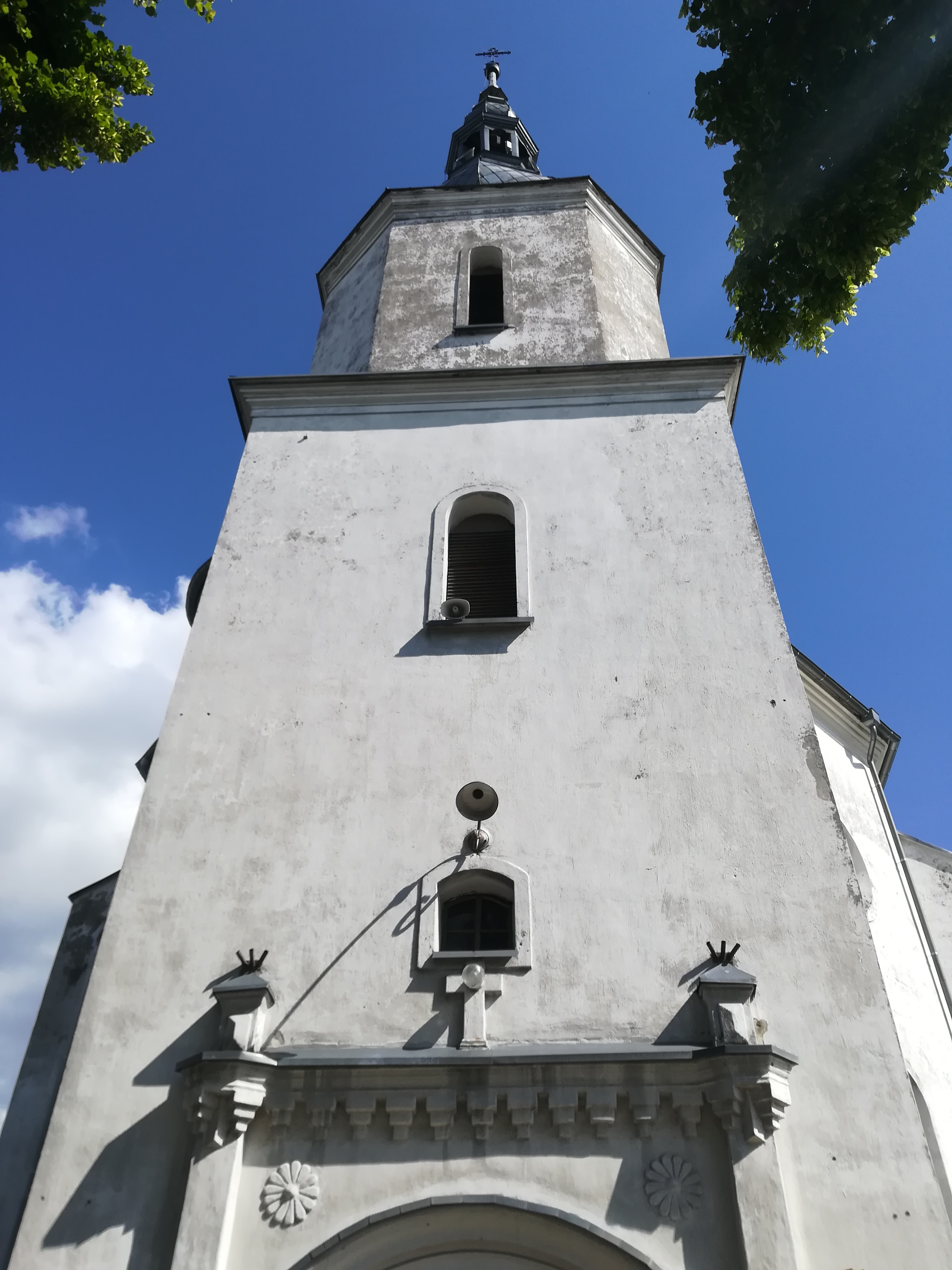
Wieża kościelna
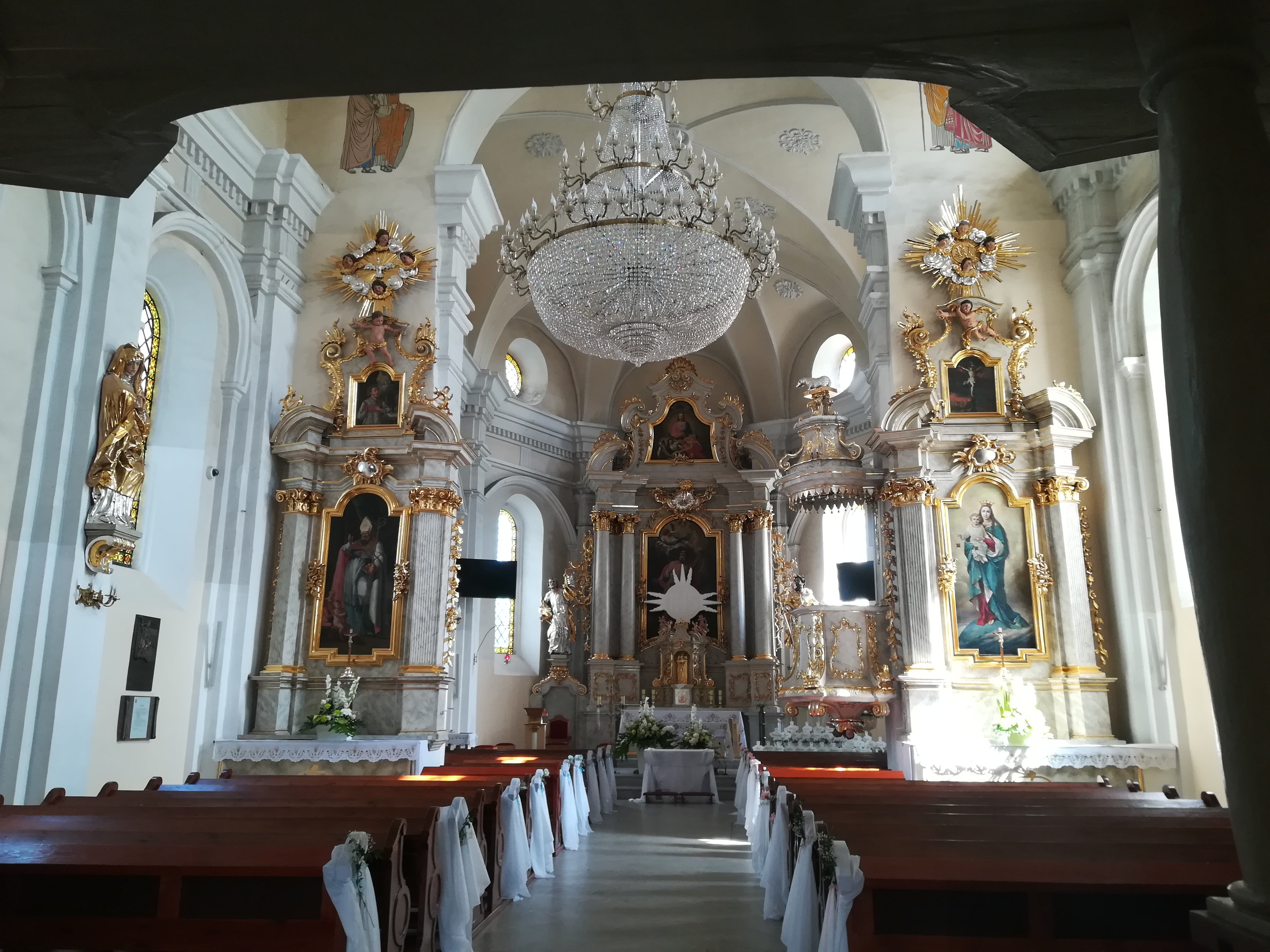
Wnętrze z ołtarzami
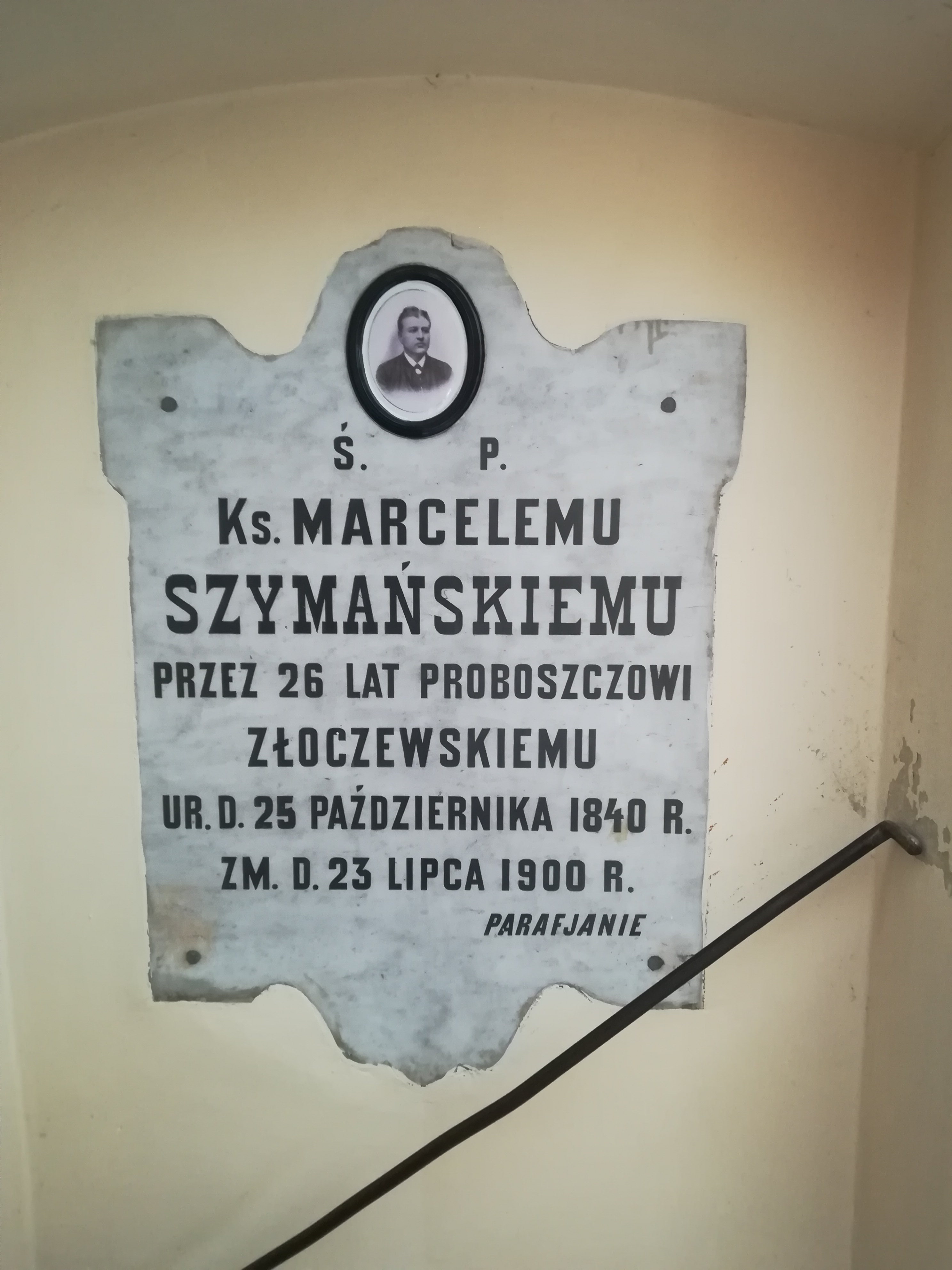
Tablica ks. Szymańskiego
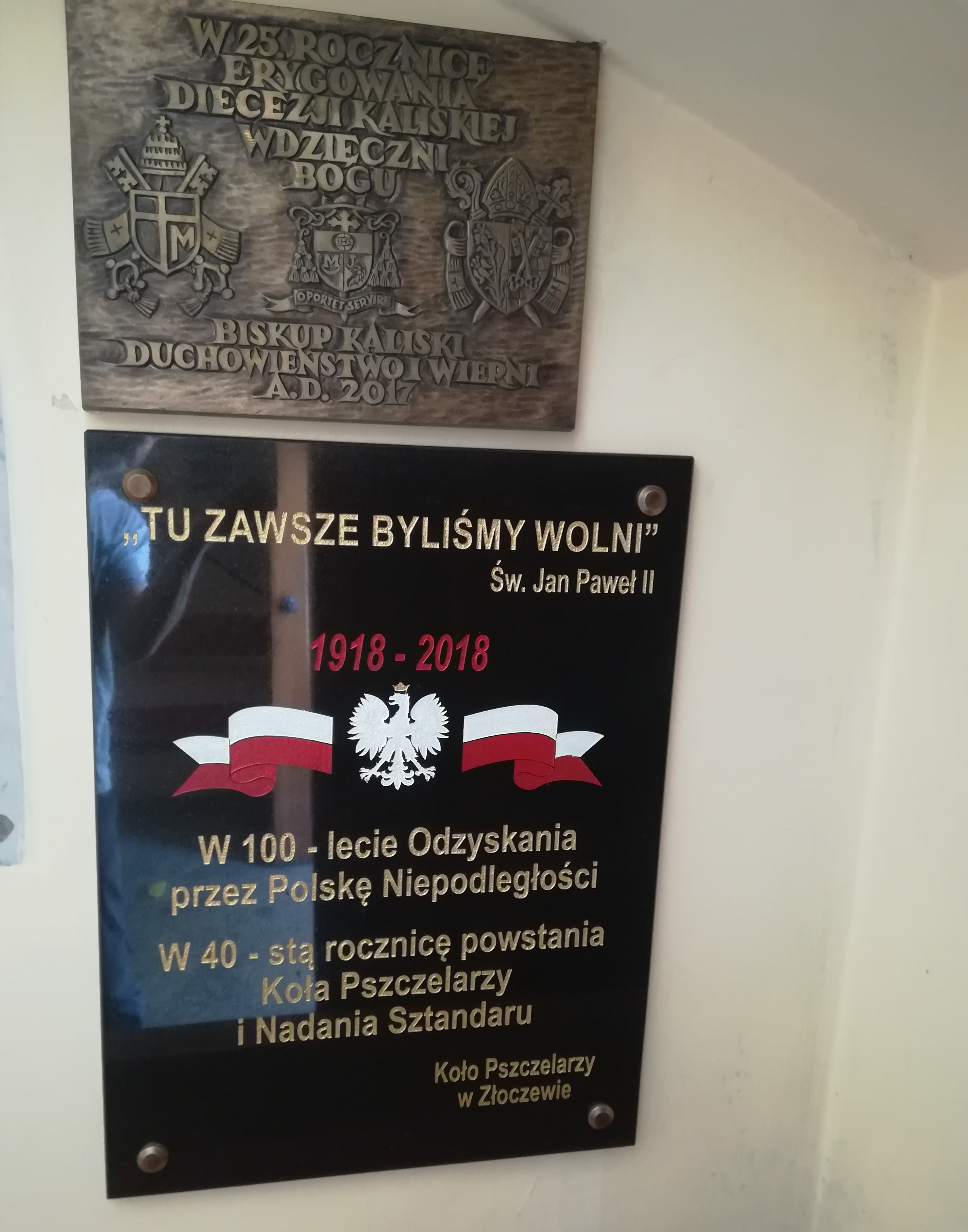
Tablica pamiątkowa z okazji 100-lecia odzyskania niepodległości